# Taiwanische Fußballnationalmannschaft (U-23-Männer)
Die taiwanische U-23-Fußballnationalmannschaft (in internationalen Wettbewerben tritt sie als Chinese Taipei auf) ist eine Auswahlmannschaft von Fußballspielern der Republik China auf Taiwan. Sie untersteht dem taiwanischen Fußballverband CTFA und repräsentiert diesen international auf U-23-Ebene, etwa in Freundschaftsspielen gegen die Auswahlmannschaften anderer nationaler Verbände, bei U-23-Asienmeisterschaften sowie den Fußballturnieren der Olympischen Sommerspiele und der Asienspiele.
Bisher konnte sich die Mannschaft nicht für das olympische Fußballturnier oder die U-23-Asienmeisterschaft qualifizieren. Bei ihrer einzigen Teilnahme an den Ostasienspielen 2005 schied Taiwan bereits in der Gruppenphase aus. An den Asienspiele nahm die Mannschaft 2018 erstmals teil, kam dabei aber ebenfalls nicht über die Gruppenphase hinaus.
Spielberechtigt sind Spieler, die ihr 23. Lebensjahr noch nicht vollendet haben und die taiwanische Staatsangehörigkeit besitzen.

## Bilanzen
| Olympische Spiele - 1992 bis 2020: Nicht qualifiziert U-22-/23-Asienmeisterschaften - 2014 bis 2020: Nicht qualifiziert Asienspiele - 2002 bis 2014: Nicht teilgenommen - 2018: Gruppenphase | Ostasienspiele - 1993 bis 2001: Nicht teilgenommen - 2005: Gruppenphase - 2009 bis 2013: Nicht teilgenommen |